# Canada Reads/Le combat des livres
Canada Reads  beziehungsweise Le combat des livres ist ein Bücherwettstreit, der vom kanadischen öffentlichen Rundfunk CBC organisiert und übertragen wird. „Canada Reads“ wurde zuerst 2002 englischsprachig übertragen, 2004 folgte „Le combat des livres“ in französischer Sprache, beide Sprachversionen werden getrennt gesendet und haben eigene Buchlisten.

## Format
Fünf bekannte Persönlichkeiten stellen je ein Buch vor. Das Format dauert fünf Folgen, dabei „wählt“ die Jury pro Folge ein Buch ab.
Die Kandidaten für das Programm werden bereits Monate vor der ersten Sendung vorgestellt. Die teilnehmenden Bücher werden  in der Hoffnung, dass das Publikum diese Bücher vermehrt kauft und vor der Ausstrahlung liest, in kanadischen Büchereien prominent ausgestellt.

## Erfolg
Diese Strategie ist sehr erfolgreich. Bereits gut gehende Bücher erhalten durch das Programm noch einen Verkaufsschub. So verkaufte sich das Buch „In der Haut des Löwen“ von Michael Ondaatje, nachdem es in die Sendung aufgenommen worden war, 80.000 Mal.
Aber auch weniger bekannte Bücher profitieren durch das Format; so verkaufte sich etwa Jacques Poulins „Volkswagen Blues“, von dem sonst etwa 200 Ausgaben pro Jahr verkauft werden, mit 7500 Ex. im Jahr, als es auf „Canada Reads“ vorgestellt wurde.

## Kritik
Kritik an dem Format der Sendung richtet sich gegen die Präsentation von Berühmtheiten, gegen das „Game-show“-artige Auswahlprozedere sowie die bisweilen oberflächliche Diskussion der Bücher.

## 2019
Anglophoner Wettbewerb
- Homes von Abu Bakr al Rabeeah und Winnie Yeung, Freehand Books
- Brother von David Chariandy, McClelland & Stewart
- By Chance Alone von Max Eisen, HarperCollins Canada. Die „Verteidigerin“ Ziya Tong „gewann“ die Runde mit diesem Buch, einer Erinnerung des Autors an sein Überleben im Holocaust.[1][2]
- Suzanne von Anaïs Barbeau-Lavalette, Coach House Books, aus dem Französischen von Rhonda Mullins
- The Woo-Woo von Lindsay Wong, Arsenal Pulp Press

Francophoner Wettbewerb
Sowohl die Bücher, als auch ihre „Verteidiger“ Anfang Mai 2019 standen jeweils für eine Region Kanadas. Die Moderatorin war Marie-Louise Arsenault, der Wettbewerb wurde gesendet innerhalb der werktäglichen literarischen Sendereihe Plus on est de fous, plus on lit! (Je verrückter man ist, umso mehr liest man).
Für die First Nations, Inuit und Métis spricht der Innu-stämmige Chirurg Stanley Vollant. Er tritt ein für Manikanetish von Naomi Fontaine.
West-Kanada vertritt Deni Ellis Béchard. Er stellt Pauvres petits chagrins von Miriam Toews vor, die französische Übersetzung von All My Puny Sorrows. Die Radio-Canada-Journalistin Marie-Maude Denis steht für Ontario. Sie verteidigt Sans capote ni kalachnikov von Blaise Ndala. Das Buch gewann die Ausscheidung für 2019.
Für Quebec steht Manal Drissi, sie verteidigt De synthèse von Karoline Georges. Das Buch gewann 2018 den Governor General’s Award for Fiction, in der Sparte französische Belletristik.
Die Regionen des Ostens stellt die akadische Sängerin Edith Butler vor. Sie präsentiert Pour sûr von France Daigle. Dieses Buch gewann den Governor General’s Award for Fiction in der Sparte Französisch im Jahr 2012. Die englische Übersetzung von 2013 lautet For Sure.
Die Gewinnerin Blaise Ndala wurde durch eine Online-Abstimmung aller teilnehmenden Zuschauer ermittelt.
2018 hatte Ligne brisée von Katherena Vermette gewonnen, die französische Übersetzung ihres Romans The Break. Die Verteidigerin ist Naomi Fontaine gewesen.

## Notizen
1. ↑  in Engl., mit Wiedergabe der Sendung
2. ↑  In Rumänisch: Cu preţul vieţii. O remarcabilă poveste adevărată despre curaj şi supravieţuire la Auschwitz. Verlag RAO, Bukarest 2018 ISBN 978-606-006-136-6
3. ↑  Montags bis freitags zur Mittagszeit, Wiederholungs-Sendung am Dienstag bis Samstag. Die Sendungen werden 14 Tage nach der Erstausstrahlung online gestellt, als Podcast.
4. ↑  Quelle für den ganzen Abschnitt, engl.
5. ↑  Das Buch liegt seit Sommer 2019 in Deutsch vor: Übers. Kathrin Razum, Was in jener Nacht geschah. Berliner Taschenbuchverlag btb